# Mesanthura dianella
Mesanthura dianella là một loài chân đều trong họ Anthuridae. Loài này được Poore & Lew Ton miêu tả khoa học năm 1986.